# Schiefsymmetrische Matrix
Eine schiefsymmetrische Matrix (auch  antisymmetrische Matrix) ist eine Matrix, die gleich dem Negativen ihrer Transponierten ist. In einem Körper mit Charakteristik ungleich zwei sind die schiefsymmetrischen Matrizen genau die alternierenden Matrizen und werden daher häufig mit ihnen gleichgesetzt. Schiefsymmetrische Matrizen werden in der linearen Algebra unter anderem zur Charakterisierung antisymmetrischer Bilinearformen verwendet.
Eng verwandt mit den Matrizen sind die Tensoren zweiter Stufe, die ein wichtiges mathematisches Hilfsmittel in den Natur- und Ingenieurwissenschaften sind, insbesondere in der Kontinuumsmechanik; siehe #Schiefsymmetrischer Tensor.

## Definition
Eine quadratische Matrix {\displaystyle A=(a_{ij})\in K^{n\times n}} über einem Körper {\displaystyle K} heißt schiefsymmetrisch (oder antisymmetrisch), wenn
{\displaystyle A^{\mathsf {T}}=-A}
gilt. Anders ausgedrückt: Die Matrix {\displaystyle A} ist schiefsymmetrisch, wenn für ihre Einträge gilt:
{\displaystyle a_{ij}=-a_{ji}}
für alle {\displaystyle i,j} mit {\displaystyle 1\leq i,j\leq n}.

## Beispiel
Die Matrix
{\displaystyle A={\begin{pmatrix}0&7&23\\-7&0&-4\\-23&4&0\end{pmatrix}}}
ist schiefsymmetrisch, da
{\displaystyle A^{\mathsf {T}}={\begin{pmatrix}0&-7&-23\\7&0&4\\23&-4&0\end{pmatrix}}=-A}.

## Eigenschaften

### Reelle schiefsymmetrische Matrizen
Ist {\displaystyle A\in \mathbb {R} ^{n\times n}} schiefsymmetrisch mit reellen Einträgen, so sind alle Diagonaleinträge notwendigerweise gleich 0. Des Weiteren ist jeder Eigenwert rein imaginär oder gleich 0.

### Körpercharakteristik ungleich 2
Eigenschaften für Körper {\displaystyle K} der Charakteristik ungleich 2:
- Die Einträge auf der Hauptdiagonalen sind null.
- Die Determinante schiefsymmetrischer Matrizen mit ungerader Dimension n ist wegen {\displaystyle A^{\mathsf {T}}=-A} und daher

{\displaystyle \det(A)=\det(A^{\mathsf {T}})=\det(-A)=(-1)^{n}\,\det(A)=-\det(A)}
gleich null.
Für Matrizen gerader Dimension gilt dies im Allgemeinen nicht, wie das Gegenbeispiel
{\displaystyle A={\begin{pmatrix}0&1\\-1&0\end{pmatrix}}}
zeigt. Die Matrix ist offensichtlich schiefsymmetrisch, jedoch gilt {\displaystyle \det(A)=1.} Allgemein kann die Determinante in diesem Fall als Quadrat der Pfaffschen Determinante bestimmt werden.
- Über einem Körper mit Charakteristik ungleich zwei sind die schiefsymmetrischen Matrizen gerade die alternierenden Matrizen. Über einem Körper mit Charakteristik zwei gibt es jedoch schiefsymmetrische Matrizen, die nicht alternierend sind.

### Vektorraum
Die schiefsymmetrischen ({\displaystyle n\times n})-Matrizen bilden einen Vektorraum der Dimension {\displaystyle {\tfrac {n(n-1)}{2}}}.
Ist der Körper {\displaystyle K=\mathbb {R} }, so bezeichnet man diesen Vektorraum mit {\displaystyle {\mathfrak {so}}(n)}. Die Bezeichnung rührt daher, dass dieser Vektorraum die Lie-Algebra der Lie-Gruppe {\displaystyle \operatorname {SO} (n)} (Spezielle orthogonale Gruppe) ist.
Die orthogonale Projektion vom Raum der Matrizen in den Raum der schiefsymmetrischen Matrizen ist bezüglich des Frobenius-Skalarprodukts gerade
{\displaystyle {\begin{matrix}\operatorname {Pr} :&\mathbb {R} ^{n\times n}&\to &{\mathfrak {s}}{\mathfrak {o}}(n)\\&A&\mapsto &{\frac {1}{2}}(A-A^{\mathsf {T}})\end{matrix}}}
Das orthogonale Komplement ist die symmetrische Matrix
{\displaystyle A-\operatorname {Pr} (A)={\frac {1}{2}}(A+A^{\mathsf {T}}).}

### Bilinearformen
Die Bilinearform {\displaystyle B_{A}(x,y)=x^{\mathsf {T}}Ay} zu einer schiefsymmetrischen Matrix {\displaystyle A\in K^{n\times n}} ist antisymmetrisch, das heißt,
{\displaystyle B_{A}(x,y)=-B_{A}(y,x)}
für alle {\displaystyle x,y\in K^{n}}. Falls die Hauptdiagonaleinträge einer schiefsymmetrischen Matrix {\displaystyle A} alle gleich null sind (wenn die Matrix also alternierend ist), dann ist die zugehörige Bilinearform {\displaystyle B_{A}} alternierend, das heißt,
{\displaystyle B_{A}(x,x)=0}
für alle {\displaystyle x\in K^{n}}. Umgekehrt ist in einem endlichdimensionalen Vektorraum {\displaystyle V} die Darstellungsmatrix {\displaystyle A_{B}=(B(b_{i},b_{j}))} einer antisymmetrischen oder alternierenden Bilinearform {\displaystyle B\colon V\times V\to K} bezüglich einer beliebigen Basis {\displaystyle \{b_{1},\ldots ,b_{n}\}} stets schiefsymmetrisch, also
{\displaystyle (A_{B})^{\mathsf {T}}=-A_{B}},
wobei die Hauptdiagonaleinträge von {\displaystyle A_{B}} alle gleich null sind.

### Exponentialabbildung
Die durch das Matrixexponential definierte Abbildung
{\displaystyle {\begin{matrix}\exp :&{\mathfrak {s}}{\mathfrak {o}}(n)&\to &\operatorname {SO} (n)\\&A&\mapsto &\displaystyle \sum _{n=0}^{\infty }{\frac {1}{n!}}A^{n}\end{matrix}}}
ist surjektiv und beschreibt gerade die Exponentialabbildung an der Einheitsmatrix {\displaystyle I_{n}} (siehe auch Spezielle orthogonale Gruppe).

### Kreuzprodukt
Für den Spezialfall {\displaystyle n=3} können schiefsymmetrische Matrizen benutzt werden, um das Kreuzprodukt als Matrixmultiplikation auszudrücken.
Das Kreuzprodukt zweier Vektoren {\displaystyle a\in \mathbb {R} ^{3}} und {\displaystyle b\in \mathbb {R} ^{3}}
kann als Matrixmultiplikation der schiefsymmetrischen Kreuzproduktmatrix
{\displaystyle [a]_{\times }={\begin{pmatrix}0&-a_{3}&a_{2}\\a_{3}&0&-a_{1}\\-a_{2}&a_{1}&0\end{pmatrix}}}
mit dem Vektor {\displaystyle b} ausgedrückt werden:
{\displaystyle a\times b=[a]_{\times }\cdot b.}
Auf diese Weise kann eine Formel mit Kreuzprodukt differenziert werden:
{\displaystyle {\frac {\partial }{\partial b}}(a\times b)=[a]_{\times }}
Das Exponential der Matrix {\displaystyle [a]_{\times }} kann mittels der Rodrigues-Formel wie folgt dargestellt werden
{\displaystyle {\begin{aligned}\exp(t[a]_{\times })v&={\tfrac {\langle a,v\rangle }{\|a\|^{2}}}a+\left(v-{\frac {\langle a,v\rangle }{\|a\|^{2}}}a\right)\cos(\|a\|\,t)+\left({\frac {1}{\|a\|}}a\times v\right)\sin(\|a\|\,t)\\&=v_{a}+v_{0}\cdot \cos(\|a\|\,t)+v_{1}\cdot \sin(\|a\|\,t).\end{aligned}}}
Hierbei ist
| {\displaystyle v_{a}:={\frac {\langle a,v\rangle }{\\|a\\|^{2}}}a} | die orthogonale Projektion von {\displaystyle v} auf die durch {\displaystyle a} aufgespannte Gerade {\displaystyle L_{a}}, |
| {\displaystyle v_{0}:=v-v_{a}}                                     | das dazu senkrechte Lot von {\displaystyle v} auf die Achse {\displaystyle L_{a}},                                          |
| {\displaystyle v_{1}:={\frac {1}{\\|a\\|}}a\times v_{0}}           | der Vektor, der aus {\displaystyle v_{0}} durch Rotation um 90° um die Achse {\displaystyle L_{a}} entsteht.                |

Insgesamt zeigt die Formel, dass durch das Exponential des Kreuzproduktes der Vektor {\displaystyle v} um die durch {\displaystyle a} definierte Achse rotiert wird, mit der Norm von {\displaystyle a} als Winkelgeschwindigkeit.

## Schiefsymmetrischer Tensor
Tensoren sind ein wichtiges mathematisches Hilfsmittel  in den Natur- und Ingenieurwissenschaften, insbesondere in der Kontinuumsmechanik, da sie neben dem Zahlenwert und der Einheit auch noch Informationen über Orientierungen im Raum enthalten. Die Komponenten des Tensors verweisen auf Tupel von Basisvektoren, die durch das  dyadische Produkt ⊗ verknüpft sind. Der Anschaulichkeit halber beschränkt sich die allgemeine Darstellung hier auf den reellen dreidimensionalen Vektorraum, nicht zuletzt auch wegen seiner besonderen Relevanz in den Natur- und Ingenieurwissenschaften. Hier sind alle schiefsymmetrischen Tensoren auch alternierend.
Alles, was oben über reelle schiefsymmetrische Matrizen als Ganzes geschrieben steht, lässt sich auf schiefsymmetrische Tensoren zweiter Stufe übertragen. Insbesondere haben auch sie in drei Dimensionen einen verschwindenden und zwei konjugierte imaginäre Eigenwerte. Schiefsymmetrischen Tensoren zweiter Stufe wird auch ein dualer axialer Vektor zugeordnet, der das Tensorprodukt durch das Kreuzprodukt darstellt. Deshalb ist dieser duale axiale Vektor der zum Eigenwert 0 gehörende Eigenvektor. 

### Koeffizientenmatrix von schiefsymmetrischen Tensoren 2. Stufe
Nicht ohne Weiteres lassen sich die Aussagen über die Einträge in den Matrizen auf Tensoren übertragen, denn bei letzteren hängen sie von den verwendeten Basen ab. Nur bezüglich der Standardbasis – oder allgemeiner einer Orthonormalbasis – können Tensoren zweiter Stufe mit einer Matrix identifiziert werden.
Jeder Tensor zweiter Stufe kann bezüglich zweier Vektorraumbasen {\displaystyle {\vec {a}}_{1,2,3}} und {\displaystyle {\vec {b}}_{1,2,3}} als Summe
{\displaystyle \mathbf {T} =\sum _{i,j=1}^{3}T^{ij}{\vec {a}}_{i}\otimes {\vec {b}}_{j}}
geschrieben werden. Bei der Transposition werden im dyadischen Produkt die Vektoren vertauscht. Der transponierte Tensor ist somit
{\displaystyle \mathbf {T} ^{\mathsf {T}}=\sum _{i,j=1}^{3}T^{ij}{\vec {b}}_{j}\otimes {\vec {a}}_{i}=\sum _{i,j=1}^{3}T^{ji}{\vec {b}}_{i}\otimes {\vec {a}}_{j}}
Eine mögliche Asymmetrie ist hier nicht einfach erkennbar; jedenfalls genügt die Bedingung {\displaystyle T^{ij}=-T^{ji}} nicht für den Nachweis. Die Diagonalelemente {\displaystyle T^{ij}} müssen auch nicht notwendigerweise 0 sein. Die Bedingung gilt jedoch bezüglich einer Orthonormalbasis ê1,2,3:
{\displaystyle {\begin{aligned}\mathbf {T} =\sum _{i,j=1}^{3}T_{ij}{\hat {e}}_{i}\otimes {\hat {e}}_{j}&={\begin{pmatrix}\;\;\;T_{11}&\;\;\;T_{12}&\;\;\;T_{13}\\\;\;\;T_{21}&\;\;\;T_{22}&\;\;\;T_{23}\\\;\;\;T_{31}&\;\;\;T_{32}&\;\;\;T_{33}\end{pmatrix}}_{{\hat {e}}_{i}\otimes {\hat {e}}_{j}}\\-\mathbf {T} ^{\mathsf {T}}&={\begin{pmatrix}-T_{11}&-T_{21}&-T_{31}\\-T_{12}&-T_{22}&-T_{32}\\-T_{13}&-T_{23}&-T_{33}\end{pmatrix}}_{{\hat {e}}_{i}\otimes {\hat {e}}_{j}}\end{aligned}}}
Hier kann die Asymmetrie {\displaystyle \mathbf {T} =-\mathbf {T} ^{\mathsf {T}}} aus der Koeffizientenmatrix abgelesen werden:
{\displaystyle T_{ik}=-T_{ki},\,T_{ii}=0,\quad i,k=1,2,3}
Dies gilt auch bezüglich einer allgemeinen, nicht orthonormalen, kontravarianten Basis ĝ1,2,3:
{\displaystyle \mathbf {T} =\sum _{i,j=1}^{3}T_{ij}{\hat {g}}^{i}\otimes {\hat {g}}^{j},\quad -\mathbf {T} ^{\mathsf {T}}=\sum _{i,j=1}^{3}-T_{ij}{\hat {g}}^{j}\otimes {\hat {g}}^{i}=\sum _{i,j=1}^{3}-T_{ji}{\hat {g}}^{i}\otimes {\hat {g}}^{j}}
Soll der zweite Tensor gleich dem ersten sein, dann folgt auch hier die Asymmetrie der Koeffizientenmatrix {\displaystyle T_{ij}=-T_{ji},\,T_{ii}=0,\;i,j=1,2,3}. In obiger Form wird der Tensor kovariant genannt. Beim kontravarianten Tensor wird die duale Basis benutzt, sodass {\displaystyle \mathbf {T} =\textstyle \sum _{i,j=1}^{3}T^{ij}{\hat {g}}_{i}\otimes {\hat {g}}_{j}}. Für ihn folgt die Asymmetrie der Koeffizientenmatrix und die 0 auf der Diagonalen wie beim kovarianten Tensor. Beim gemischtvarianten Tensor werden beide Basen benutzt:
{\displaystyle {\begin{aligned}\mathbf {T} &=\sum _{i,j=1}^{3}{T^{i}}_{j}{\hat {g}}_{i}\otimes {\hat {g}}^{j},\\-\mathbf {T} ^{\mathsf {T}}&=\sum _{i,j=1}^{3}-{T^{i}}_{j}{\hat {g}}^{j}\otimes {\hat {g}}_{i}=\sum _{i,j=1}^{3}-{T^{j}}_{i}{\hat {g}}^{i}\otimes {\hat {g}}_{j}\end{aligned}}}
Die gemischtvariante Koeffizientenmatrix ist beim gemischtvarianten Tensor im Allgemeinen nicht schiefsymmetrisch. Besagtes gilt entsprechend auch für schiefsymmetrische gemischtvariante Tensoren der Form {\displaystyle \textstyle \mathbf {T} =\sum _{i,j=1}^{3}{T_{i}}^{j}{\hat {g}}^{i}\otimes {\hat {g}}_{j}}.

### Invarianz der Symmetrieeigenschaft
Die Asymmetrie eines Tensors ist von Basiswechseln unberührt. Das ist daran ersichtlich, dass die Vektorinvariante, die ausschließlich vom schiefsymmetrischen Anteil bestimmt wird, invariant gegenüber Basiswechseln ist.

### Kofaktor
Jeder Tensor zweiter Stufe hat einen Kofaktor
{\displaystyle \operatorname {cof} (\mathbf {T} ):=\mathbf {T^{\mathsf {T}}\cdot T^{\mathsf {T}}} -\operatorname {I} _{1}(\mathbf {T} )\mathbf {T} ^{\mathsf {T}}+\operatorname {I} _{2}(\mathbf {T} )\mathbf {1} },
wo {\displaystyle \operatorname {I} _{1,2}} die ersten beiden Hauptinvarianten sind und 1 der Einheitstensor ist. Beim schiefsymmetrischen Tensor ist speziell
{\displaystyle \operatorname {cof} (\mathbf {T} )=\mathbf {T\cdot T} +\operatorname {I} _{2}(\mathbf {T} )\mathbf {1} =\mathbf {T\cdot T} -{\frac {1}{2}}\operatorname {Sp} (\mathbf {T\cdot T} )\mathbf {1} ={\vec {u}}\otimes {\vec {u}}},
worin {\displaystyle {\vec {u}}} sein dualer axialer Vektor ist.

### Dualer axialer Vektor, Vektorinvariante und Kreuzprodukt
Zu einem schiefsymmetrischen Tensor T gibt es einen dualen axialen
Vektor {\displaystyle {\stackrel {A}{\overrightarrow {\mathbf {T} }}}}, für den gilt: 
{\displaystyle \mathbf {T} \cdot {\vec {v}}={\stackrel {A}{\overrightarrow {\mathbf {T} }}}\times {\vec {v}}} für alle {\displaystyle {\vec {v}}\in \mathbb {V} }.
Der duale axiale Vektor ist proportional zur Vektorinvariante:
{\displaystyle {\stackrel {A}{\overrightarrow {\mathbf {T} }}}=-{\frac {1}{2}}{\vec {\operatorname {\imath } }}(\mathbf {T} )},
und berechnet sich mit dem Kreuzprodukt von Tensoren:
{\displaystyle {\stackrel {A}{\overrightarrow {\mathbf {T} }}}=-{\frac {1}{2}}\mathbf {T} \times \mathbf {1} .}
In einem kartesischen Koordinatensystem hat man wie bei Matrizen
{\displaystyle {\stackrel {A}{\overrightarrow {\sum _{i,j=1}^{3}T_{ij}{\hat {e}}_{i}\otimes {\hat {e}}_{j}}}}=-{\frac {1}{2}}\sum _{i,j=1}^{3}T_{ij}{\hat {e}}_{i}\times {\hat {e}}_{j}={\frac {1}{2}}{\begin{pmatrix}T_{32}-T_{23}\\T_{13}-T_{31}\\T_{21}-T_{12}\end{pmatrix}}_{{\hat {e}}_{i}}}.

### Invarianten

#### Hauptinvarianten
Die Hauptinvarianten eines schiefsymmetrischen Tensors lauten
{\displaystyle {\begin{aligned}\operatorname {I} _{1}(\mathbf {T} )&:=\operatorname {Sp} (\mathbf {T} )=0\\\operatorname {I} _{2}(\mathbf {T} )&:={\frac {1}{2}}\left[\operatorname {Sp} {(\mathbf {T} )}^{2}-\operatorname {Sp} (\mathbf {T} \cdot \mathbf {T} )\right]=-{\frac {1}{2}}\operatorname {Sp} (\mathbf {T} \cdot \mathbf {T} )={\vec {u}}\cdot {\vec {u}}\\\operatorname {I} _{3}(\mathbf {T} )&:=\operatorname {det} (\mathbf {T} )=0\end{aligned}}},
worin {\displaystyle {\vec {u}}} sein dualer axialer Vektor ist.

#### Betrag
Der Betrag eines Tensors, definiert mit der Frobeniusnorm
{\displaystyle \left\|\mathbf {T} \right\|:={\sqrt {\operatorname {Sp} (\mathbf {T} ^{\mathsf {T}}\cdot \mathbf {T} )}}},
lässt sich bei schiefsymmetrischen Tensoren mit der zweiten Hauptinvariante {\displaystyle \operatorname {I} _{2}} darstellen:
{\displaystyle {\begin{aligned}\operatorname {I} _{2}&:=-{\frac {1}{2}}\operatorname {Sp} (\mathbf {T} \cdot \mathbf {T} )={\frac {1}{2}}\operatorname {Sp} (\mathbf {T} ^{\mathsf {T}}\cdot \mathbf {T} )={\frac {1}{2}}\left\|\mathbf {T} \right\|^{2}\\\Rightarrow \quad \left\|\mathbf {T} \right\|&={\sqrt {2\,\operatorname {I} _{2}}}={\sqrt {-\operatorname {Sp} (\mathbf {T} \cdot \mathbf {T} )}}={\sqrt {2}}|{\vec {u}}|\end{aligned}}},
worin {\displaystyle {\vec {u}}} sein dualer axialer Vektor ist.